# 林纘振
林纘振（1550年—1576年），字公說，號警堂，福建漳州府漳浦縣人，民籍，明朝政治人物。

## 生平
萬曆元年（1573年）癸酉科福建鄉試第八十三名舉人，二年（1574年）聯捷甲戌科會試第七名，二甲第八名進士。授工部虞衡司主事，管節慎庫，四年（1576年）卒於官，時年二十七。著作有《海云馆集》行世。

## 家族
曾祖林秀桂，貢士；祖父林衍續；父林峯祈，號爱峰先生。母吳氏。重慶下。